# WRVJ
WRVJ（91.7 FM）是位于美国纽约州沃特敦市的一个公共广播电台，属于纽约奥斯威戈州立大学，目前发射功率50千瓦，与WRVO联播。

## 其他频率
| 呼号   | 频率    | 发射地   | 功率 |
| W260BE | 99.9MHz | 沃特敦市 | 19W  |